# タシュティク文化
タシュティク文化（タシュティクぶんか、英語Tashtyk culture、ロシア語Таштыкская культура）とは、紀元1世紀から4世紀にかけて、シベリアのエニセイ川中・上流域、現在のクラスノヤルスク地方・ハカス共和国・ケメロヴォ州東部に栄えた文化である。エニセイキルギス人に関係があると見られている。

## 概説
タシュティク文化の集落、砦や墓地などの遺跡はエニセイ川流域、特にミヌシンスク盆地から南のサヤン渓谷に多く発見されている。墓地からは多数の副葬品が知られている。

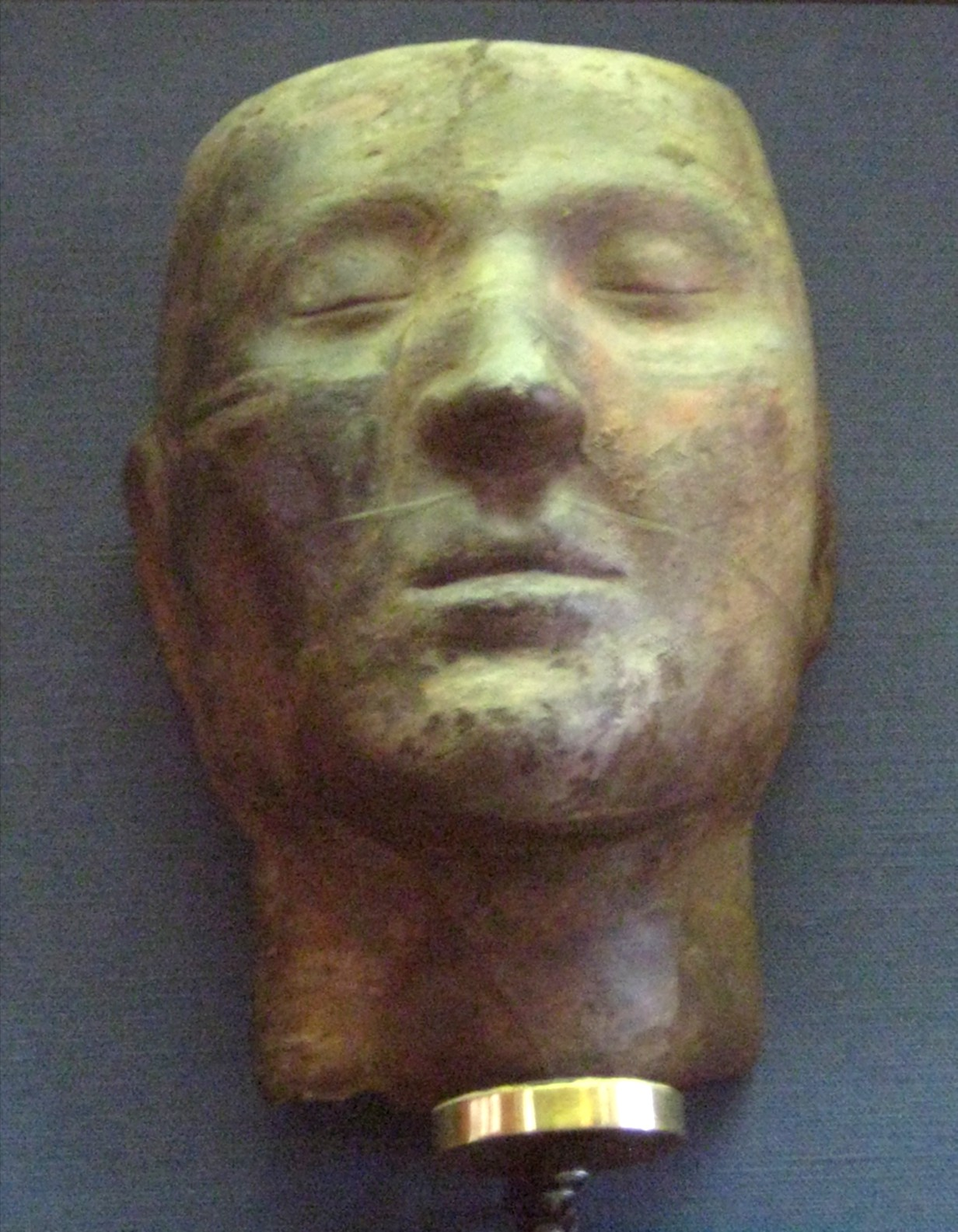
仮面（エルミタージュ美術館蔵）

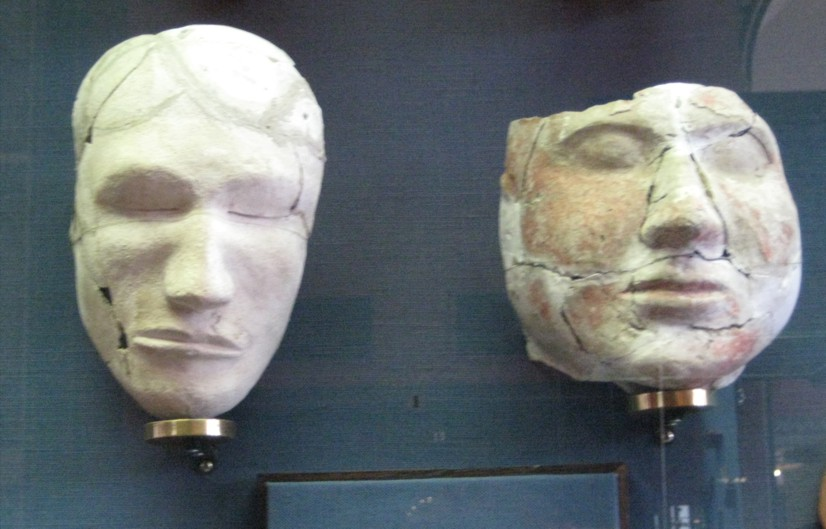
仮面（モスクワ歴史博物館蔵）

特に有名なのは、ミヌシンスク北方のオグラハティ墓地遺跡でレオニート・クィズラソフにより発見された多数のミイラで、石膏製の葬儀用仮面が付けられていた。他に毛皮や絹の衣類なども見つかっている（エルミタージュ美術館蔵）。また火葬骨を入れた皮製の人形なども見出されている。
仮面によれば彼らはコーカソイド的な顔立ちをしている。『史記』などの中国史料によればこの地域には、漢代には堅昆、後の時代には契骨（キルギス・クルグズの音写）などと呼ばれた遊牧民族がおり、紅毛碧眼で鼻の高いコーカソイド風の顔立ちをしていたという。彼らはエニセイキルギス人の祖先とされており（ただし現在と違いテュルク系民族ではなかった可能性もある）、タシュティク文化も彼らによるものであったと推定される。